# Georg Hilbert
Georg Fritz Hilbert (* 19. September 1885; † 1973) war ein deutscher Schauspieler.

## Leben
Hilbert erhielt seine künstlerische Ausbildung von 1909 bis 1911 an der Marie-Seebach-Schule des Königlichen Schauspielhauses Berlin. Er debütierte 1911 am Stadttheater Gießen als Bleichenwang in Was ihr wollt. Sein Fach war anfangs das des jugendlichen Komikers und Operettenbuffos.
Von 1912 bis 1913 war er am  Stadttheater Lübeck engagiert, von 1915 bis 1916 dann Soldat. Von 1916 bis 1917 spielte er wieder am Stadttheater Lübeck, von 1917 bis 1920 am Stadttheater Bremen, von 1920 bis 1928 an den Reinhardt-Bühnen in Berlin und Wien. Von 1928 bis 1945 gehörte er als Charakterkomiker zum Ensemble des Schauspielhauses Düsseldorf. Von 1945 bis 1946 gastierte er an Bühnen in Meiningen, Lübeck und Hannover. Ab 1947 war er an den Bühnen der Stadt Köln engagiert.
Zu seinen Rollen gehörten Grumio in Der Widerspenstigen Zähmung, Zettel in Ein Sommernachtstraum, Mollfels in Scherz, Satire, Ironie und tiefere Bedeutung, Gottschalk in Das Käthchen von Heilbronn, Peachum in Die Dreigroschenoper, Dromio in Komödie der Irrungen, Peter in Romeo und Julia, Argan in Der eingebildete Kranke, Giesecke in Im weißen Rößl, Voigt in Der Hauptmann von Köpenick und Striese in Der Raub der Sabinerinnen. Hilbert wirkte zudem in einigen Stumm- und Tonfilmen mit.

## Filmografie
- 1923: Der Mensch am Wege
- 1951: Der Tiger Akbar
- 1954: Schneider Wibbel